# Saison NBA 1949-1950
Navigation
Saison 1948-1949 Saison 1950-1951
La saison NBA 1949-1950 est la 1re saison de la NBA en tant que telle. Lors des trois saisons précédentes, la ligue se nommait Basketball Association of America (BAA). La saison se termine sur la victoire des Minneapolis Lakers face aux Syracuse Nationals 4 victoires à 2.

## Faits notables

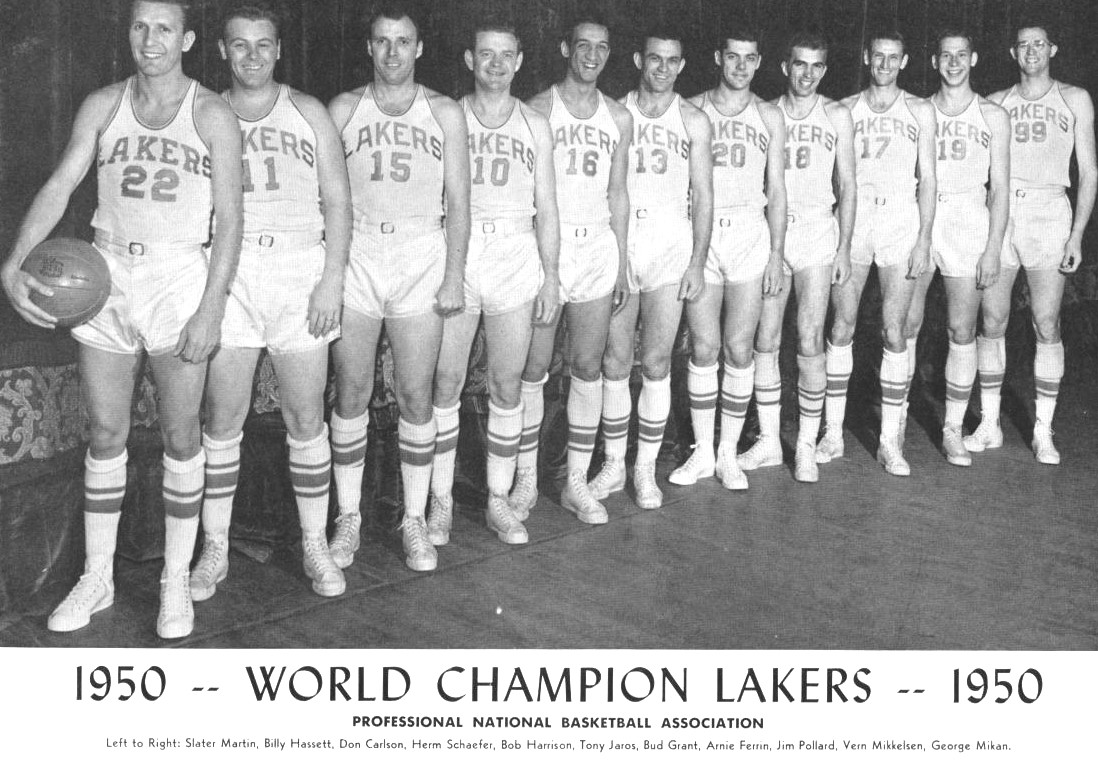
Les Lakers de Minneapolis, équipe championne 1949-1950.

- Les Indianapolis Jets et les Steamrollers de Providence disparaissent à la fin de la saison 1948-1949.
- Six équipes de la National Basketball League (Anderson, Denver, Sheboygan, Syracuse, Tri-Cities et Waterloo) sont absorbées par la Basketball Association of America. Les Indianapolis Olympians, qui avaient été créés pour jouer en NBL en 1949-1950 sont aussi inclus dans la BAA, qui est renommée National Basketball Association (NBA).
- La ligue est réorganisée, et comporte désormais trois divisions.
- Premier doublé en tant que meilleur scoreur de l'histoire pour George Mikan.

## Classement final
| Champion de division | Qualifié pour les playoffs | Éliminé des playoffs |

Les champions de division sont automatiquement qualifiés pour les playoffs, ainsi que les trois autres meilleures franchises de chaque division.

### Division Centrale
| Division Centrale      | V  | D  | PCT   | GB |
| ---------------------- | -- | -- | ----- | -- |
| Lakers de Minneapolis  | 51 | 17 | 75%   | -  |
| Royals de Rochester    | 51 | 17 | 75%   | -  |
| Pistons de Fort Wayne  | 40 | 28 | 58,8% | 11 |
| Stags de Chicago       | 40 | 28 | 58,8% | 11 |
| Bombers de Saint-Louis | 26 | 42 | 38,2% | 25 |

### Division Est
| Division Est             | V  | D  | PCT    | GB |
| ------------------------ | -- | -- | ------ | -- |
| Nationals de Syracuse    | 51 | 13 | 79,7 % | -  |
| Knicks de New York       | 40 | 28 | 58,8 % | 13 |
| Capitols de Washington   | 32 | 36 | 47,1 % | 21 |
| Warriors de Philadelphie | 26 | 42 | 38,2 % | 27 |
| Bullets de Baltimore     | 25 | 43 | 36,8 % | 28 |
| Celtics de Boston        | 22 | 46 | 32,4 % | 31 |

### Division Ouest
| Division Ouest           | V  | D  | PCT   | GB |
| ------------------------ | -- | -- | ----- | -- |
| Olympians d'Indianapolis | 39 | 25 | 60,9% | -  |
| Packers d'Anderson       | 37 | 27 | 57,8% | 2  |
| Blackhawks de Tri-Cities | 29 | 35 | 45,3% | 10 |
| Redskins de Sheboygan    | 22 | 40 | 35,5% | 16 |
| Hawks de Waterloo        | 19 | 43 | 30,6% | 19 |
| Nuggets de Denver        | 11 | 51 | 17.7% | 27 |

## Leaders de la saison régulière
| Catégorie            | Joueur        | Franchise              | Stat   |
| -------------------- | ------------- | ---------------------- | ------ |
| Points par match     | George Mikan  | Minneapolis Lakers     | 27.4   |
| Assists par match    | Andy Phillip  | Stags de Chicago       | 5.8    |
| % à 2 points         | Alex Groza    | Indianapolis Olympians | 47,8 % |
| % aux lancers francs | Max Zaslofsky | Stags de Chicago       | 84,3 % |

## Tableau des playoffs
|  | Demi-finales de Division               | Demi-finales de Division  | Demi-finales de Division |                       |                          | Finales de Division      | Finales de Division | Finales de Division |  |    | Demi-finales NBA      | Demi-finales NBA | Demi-finales NBA |  |    | Finales NBA           | Finales NBA | Finales NBA |
|  |                                        |                           |                          |                       |                          |                          |                     |                     |  |    |                       |                  |                  |  |    |                       |             |             |
|  | C3                                     | Pistons de Fort Wayne     | 2                        |                       |                          |                          |                     |                     |  |    |                       |                  |                  |  |    |                       |             |             |
|  | C2                                     | Royals de Rochester       | 0                        |                       |                          |                          |                     |                     |  |    |                       |                  |                  |  |    |                       |             |             |
|  | C2                                     | Royals de Rochester       | 0                        |                       | C3                       | Pistons de Fort Wayne    | 0                   |                     |  |    |                       |                  |                  |  |    |                       |             |             |
|  |                                        |                           |                          |                       | C3                       | Pistons de Fort Wayne    | 0                   |                     |  |    |                       |                  |                  |  |    |                       |             |             |
|  |                                        |                           | C1                       | Lakers de Minneapolis | 2                        |                          |                     |                     |  |    |                       |                  |                  |  |    |                       |             |             |
|  | C1                                     | Lakers de Minneapolis     | C1                       | Lakers de Minneapolis | 2                        | 2                        |                     |                     |  |    |                       |                  |                  |  |    |                       |             |             |
|  | C1                                     | Lakers de Minneapolis     |                          |                       |                          | 2                        |                     |                     |  |    |                       |                  |                  |  |    |                       |             |             |
|  | C4                                     | Stags de Chicago          | 0                        |                       |                          |                          |                     |                     |  |    |                       |                  |                  |  |    |                       |             |             |
|  | C4                                     | Stags de Chicago          | 0                        |                       |                          |                          |                     |                     |  | C1 | Lakers de Minneapolis | 2                |                  |  |    |                       |             |             |
|  | ↑ Division Centrale / ↓ Division Ouest |                           |                          |                       |                          |                          |                     |                     |  | C1 | Lakers de Minneapolis | 2                |                  |  |    |                       |             |             |
|  |                                        | W2                        | Packers d'Anderson       | 0                     |                          |                          |                     |                     |  |    |                       |                  |                  |  |    |                       |             |             |
|  | W1                                     | W2                        | Packers d'Anderson       | 0                     | Olympians d'Indianapolis | 2                        |                     |                     |  |    |                       |                  |                  |  |    |                       |             |             |
|  | W1                                     |                           |                          |                       | Olympians d'Indianapolis | 2                        |                     |                     |  |    |                       |                  |                  |  |    |                       |             |             |
|  | W4                                     | Redskins de Sheboygan     | 1                        |                       |                          |                          |                     |                     |  |    |                       |                  |                  |  |    |                       |             |             |
|  | W4                                     | Redskins de Sheboygan     | 1                        |                       | W1                       | Olympians d'Indianapolis | 1                   |                     |  |    |                       |                  |                  |  |    |                       |             |             |
|  |                                        |                           |                          |                       | W1                       | Olympians d'Indianapolis | 1                   |                     |  |    |                       |                  |                  |  |    |                       |             |             |
|  |                                        |                           | W2                       | Packers d'Anderson    | 2                        |                          |                     |                     |  |    |                       |                  |                  |  |    |                       |             |             |
|  | W2                                     | Packers d'Anderson        | W2                       | Packers d'Anderson    | 2                        | 2                        |                     |                     |  |    |                       |                  |                  |  |    |                       |             |             |
|  | W2                                     | Packers d'Anderson        |                          |                       |                          | 2                        |                     |                     |  |    |                       |                  |                  |  |    |                       |             |             |
|  | W3                                     | Blackhawks des Tri-Cities | 1                        |                       |                          |                          |                     |                     |  |    |                       |                  |                  |  |    |                       |             |             |
|  | W3                                     | Blackhawks des Tri-Cities | 1                        |                       |                          |                          |                     |                     |  |    |                       |                  |                  |  | C1 | Lakers de Minneapolis | 4           |             |
|  |                                        |                           |                          |                       |                          |                          |                     |                     |  |    |                       |                  |                  |  | C1 | Lakers de Minneapolis | 4           |             |
|  |                                        | E1                        | Nationals de Syracuse    | 2                     |                          |                          |                     |                     |  |    |                       |                  |                  |  |    |                       |             |             |
|  | E1                                     | E1                        | Nationals de Syracuse    | 2                     | Nationals de Syracuse    | 2                        |                     |                     |  |    |                       |                  |                  |  |    |                       |             |             |
|  | E1                                     |                           |                          |                       | Nationals de Syracuse    | 2                        |                     |                     |  |    |                       |                  |                  |  |    |                       |             |             |
|  | E4                                     | Warriors de Philadelphie  | 0                        |                       |                          |                          |                     |                     |  |    |                       |                  |                  |  |    |                       |             |             |
|  | E4                                     | Warriors de Philadelphie  | 0                        |                       | E2                       | Knicks de New York       | 1                   |                     |  |    |                       |                  |                  |  |    |                       |             |             |
|  |                                        |                           |                          |                       | E2                       | Knicks de New York       | 1                   |                     |  |    |                       |                  |                  |  |    |                       |             |             |
|  |                                        |                           | E1                       | Nationals de Syracuse | 2                        |                          |                     |                     |  |    |                       |                  |                  |  |    |                       |             |             |
|  | E2                                     | Knicks de New York        | E1                       | Nationals de Syracuse | 2                        | 2                        |                     |                     |  |    |                       |                  |                  |  |    |                       |             |             |
|  | E2                                     | Knicks de New York        |                          |                       |                          | 2                        |                     |                     |  |    |                       |                  |                  |  |    |                       |             |             |
|  | E3                                     | Capitols de Washington    | 0                        |                       |                          |                          |                     |                     |  |    |                       |                  |                  |  |    |                       |             |             |
|  | E3                                     | Capitols de Washington    | 0                        |                       |                          |                          |                     |                     |  | E1 | Nationals de Syracuse |                  |                  |  |    |                       |             |             |
|  | ↑ Division Est                         |                           |                          |                       |                          |                          |                     |                     |  | E1 | Nationals de Syracuse |                  |                  |  |    |                       |             |             |
|  |                                        |                           | Bye                      |                       |                          |                          |                     |                     |  |    |                       |                  |                  |  |    |                       |             |             |

## Résultats des playoffs

### Demi-finales de Conférence

#### Conférence Est
- New York Knickerbockers - Capitols de Washington 2-0
- Syracuse Nationals - Warriors de Philadelphie 2-0

#### Conférence Ouest
- Rochester Royals - Fort Wayne Zollner Pistons 2-1
- Minneapolis Lakers - Indianapolis Olympians 2-1

### Finales de Conférence

#### Conférence Est
- Minneapolis Lakers - Fort Wayne Zollner Pistons 2-0

#### Conférence Ouest
- Anderson Packers - Indianapolis Olympians 2-1

### Demi-finales NBA
- Minneapolis Lakers - Anderson Packers 2-0

### Finales NBA
- Minneapolis Lakers - Syracuse Nationals 4-2

## Récompenses individuelles
- All-NBA First Team :
  - Max Zaslofsky, Stags de Chicago
  - Bob Davies, Rochester Royals
  - Alex Groza, Indianapolis Olympians
  - George Mikan, Minneapolis Lakers
  - Jim Pollard, Minneapolis Lakers

- All-NBA Second Team :
  - Fred Schaus, Fort Wayne Zollner Pistons
  - Frank Brian, Anderson Packers
  - Al Cervi, Syracuse Nationals
  - Ralph Beard, Indianapolis Olympians
  - Dolph Schayes, Syracuse Nationals